# Molguloides tenuis
Molguloides tenuis är en sjöpungsart som beskrevs av Kott 1954. Molguloides tenuis ingår i släktet Molguloides och familjen kulsjöpungar. Inga underarter finns listade i Catalogue of Life.